# Pilarte
Pilarte – bilonowa moneta portugalska o wartości 5 soldów, zawierająca 0,26 grama czystego srebra, bita przez Ferdynanda I.